# 巴奎依
巴 奎依（ともえ けい、1996年1月5日 - ）は、日本の元タレントである。東京都出身。モンゴルのクォーター。
ガールズ演劇ユニット「Girl〈s〉ACTRY」、「A応P」（アニメ“勝手に”応援プロジェクト）の元メンバー。

## 略歴
- 3歳の頃からクラシックバレエを習い始める。
- 世界に翔くバレエダンサーのための 2005 第3回バレエ・コンクール in 横浜 クラシック部門（ジュニアIII）赤い靴賞
- 芸能活動に憧れるようになり、中学入学時に芸能コースのある学校へ入学。
- 2009年、第34回ホリプロスカウトキャラバンに応募し、東京地区代表には選ばれなかったものの、事務所の目にとまり、ホリプロに所属となる。
- 2010年3月よりガールズ演劇ユニット「Girl〈s〉ACTRY」のメンバーとして活動を開始。
- 2011年10月28日に「巴奎依のあにめ＼テラ／かたり部っ！☆」がスタート。
- R's000021 - ウェイバックマシン（2012年5月2日アーカイブ分）として「Rの法則」に出演
- 2012年よりA応P（アニメ“勝手に”応援プロジェクト）のメンバーとしても活動。2013年夏にはパリのJapan Expoに参加。
- 2016年「ナースウィッチ小麦ちゃんR」吉田小麦役にてテレビアニメ初出演で初主演。
- 同年、第10回声優アワードにて、A応Pの一員として特別賞を受賞[3]。
- 2020年6月13日から「WONDERFUL COOKING」に出演し料理を披露していた[4]。
- 2020年8月2日、A応Pを卒業[5]。
- 2020年10月2日、ダ・ヴィンチニュースにて「巴奎依の社会不適号」[6]の連載をスタート。2021年6月26日の第37回で終了。
- 2022年3月31日、ホリプロインターナショナルを退所。芸能界引退[7]。

## 出演
太字はメインキャラクター。

### テレビ番組
- 勝ち抜け！スーパー中高生！（2010年、J:COM）
- G.A.T〜ガールズアクトリータイム（2010年、TOKYO MX）
- G.A.days〜ジー・エー・デイズ〜（2010年、TOKYO MX）
- UMU全国アイドルお取り寄せ展（2010年、TOKYO MX）
- Rの法則（2011年12月21日 - 2016年3月、NHK Eテレ）
- 特捜警察ジャンポリス（2014年9月12日・19日・12月7日、2015年6月19日・26日、2016年1月15日、テレビ東京）

### ラジオ
- 東放学園専門学校 presents 桃園ひめこ・巴奎依のライトノベル学園(2012年、2013年、2015年4月 - 7月、超A&G+)
- ナースウィッチ小麦ちゃんR Webラジオ（2015年12月14日 - 2016年8月24日、日テレオンデマンド、アニメイトTV[8]）
- 坂上みきのエンタメgo!go!（2015年12月28日 - 2016年1月1日、ラジオ日本[9]）
- 鷲崎健のヨルナイト×ヨルナイト（2020年4月度・月曜アシスタント、超!A&G+）
- DJサブカルクソ女の音楽解体新書（2020年11月7日 - 2021年9月25日、InterFM897） - 「DJサブカルクソ女」名義で出演

### 雑誌
- 月刊オーディション（2010年5月号）　新メンバー募集記事で三田寺理紗、森本望美と3人のインタビュー
- 電脳サブカルマガジンOG Vol.44 「姫・変革号」スペシャルインタビュー[10]
- メガミマガジン（2016年2月号）
- 声優パラダイスR（2016年vol.11）
- LaLa（2016年9月号）

### 舞台
- Girl〈s〉ACTRY 第一回公演「SCHOOL DAYS」（2010年3月30日、笹塚ファクトリー）
- Girl〈s〉ACTRY 第二回公演「SUMMER DAYS」（2010年7月17日、新宿シアターモリエール）
- 「足長おじさん〜ジュディ物語」（2011年4月16日 - 24日、アトリエ・アプローズ） - 主人公 ジュディA役（EAST）[11]
- Girl〈s〉ACTRY第3回公演「Select Days」（2011年8月20日 - 21日、渋谷シアターD）
- 「ファミリー・ウォーズ」（2012年8月1日 - 5日、中野 ザ・ポケット） - [12]
- Girl〈s〉ACTRY第4回公演「Secret Days」（2012年8月29日、Mt.RAINIER HALL）
- Girl〈s〉ACTRY第5回公演「Singing Days」（2013年10月19日、STUDIO Dee）
- 定期公演「月刊 少女コミック」（2014年11月12日 - 2015年3月18日、下北沢シアターミネルヴァ）- 月2回開催
- 劇団TEAM-ODAC第22回本公演『MOON&DAY〜うちのタマ知りませんか？〜』（再演）（2016年9月7日 - 11日、草月ホール）[13]
- 劇団TEAM-ODAC番外公演『MOON&DAY〜うちのタマ知りませんか？〜人狼を探せ！3丁目のとある一日〜』（2017年4月12日 - 14日、新宿村LIVE）[14]
- NINJA ZONE 〜RISE OF THE KUNOICHI WARRIOR〜（2018年9月5日- 9日、六行会ホール）[15]

### ライブ
- ホリプロお笑いライブ（2010年12月12日）

### イベント
- サマーパーティー♥ホリプロ50周年記念!!及びBS-TBS開局10周年記念アイドル50人大集合!!（2010年8月24日、赤坂BLITZ）
- U.M.U AWARD 2010ラスト枠予選会 JUMP UP!!〜IDOLプロアマバトルロイヤル〜!!(2010年12月26日、銀河劇場)
- U.M.U AWARD 2010〜全国アイドルお取り寄せ展〜（2010年12月27日、銀河劇場）
- 1st Birth Days Plus（2011年6月17日、渋谷CLUB CRAWL）- Girl〈s〉ACTRY1周年記念イベントで、当初は”1st Birth Days”と題して3月30日に行う予定だったが東日本大震災による電力危機の影響で延期となった。
- 2nd Birth Days（2012年3月30日、渋谷CLUB CRAWL）- Girl〈s〉ACTRY2周年記念イベント
- 3rd Birth Days（2013年3月30日、東放学園アトリエクマノ）- Girl〈s〉ACTRY3周年記念イベント
- 4th Birth Days（2014年3月30日、東放学園アトリエクマノ）- Girl〈s〉ACTRY4周年記念イベント
- 5th Birth Days（2015年3月30日、東放学園映画専門学校 STUDIO Dee）- Girl〈s〉ACTRY5周年記念イベント

### 動画配信
- 巴奎依のあにめ＼テラ／かたり部っ！☆（2011年10月28日 - 、ニコニコ生放送）
- WONDERFUL COOKING（2020年6月13日 - 、YouTube）[16]

### 映画
- 地球防衛ガールズP9（2011年11月26日公開）（九紫火織）

### テレビアニメ
- ナースウィッチ小麦ちゃんR（2016年、吉田小麦[17]）
- タイムトラベル少女〜マリ・ワカと8人の科学者たち〜（2016年、女性、スマートフォン、男の子）
- 継つぐもも（2020年、女子A）
- さんかく窓の外側は夜（2021年、宮下）

### 劇場アニメ
- 鬼神伝（2011年、女子高生）
- この世界の片隅に (2016年、行進する女学生）

### ゲーム
- ウチの姫さまがいちばんカワイイ（2016年、ルカ・フゥーン[18]）
- ART CODE SUMMONER（2020年、オディロン・ルドン[19]）

### Vシネマ・DVD
- 2ちゃんねるの呪い Vol.7「母親を殺してきた」（2012年5月、ジョリー・ロジャー、廣瀬陽監督）（マキノ・エリカ）

## ディスコグラフィ

### 歌手参加楽曲
| 発売日   | 商品名                   | 歌                                                                 | 楽曲                           | 備考                             |
| 2011年   | 2011年                   | 2011年                                                             | 2011年                         | 2011年                           |
| -------- | ------------------------ | ------------------------------------------------------------------ | ------------------------------ | -------------------------------- |
| 11月23日 | 地球防衛ガールズP9歌曲集 | 小桃音まい、浅倉結希、伊倉愛美、高城樹衣、山本麻貴、巴奎依、阿衣華 | 「地球防衛ガールズP9のテーマ」 | 映画『地球防衛ガールズP9』主題歌 |
| 11月23日 | 地球防衛ガールズP9歌曲集 | 小桃音まい、浅倉結希、伊倉愛美、高城樹衣、山本麻貴、巴奎依、阿衣華 | 「まだ見ぬ怪獣」               | 映画『地球防衛ガールズP9』挿入歌 |
| 11月23日 | 地球防衛ガールズP9歌曲集 | 浅倉結希、伊倉愛美、高城樹衣、山本麻貴、巴奎依、阿衣華             | 「セイギ☆の味方」              | 映画『地球防衛ガールズP9』関連曲 |
| 11月23日 | 地球防衛ガールズP9歌曲集 | 高城樹衣、巴奎依                                                   | 「虹色のステージ」             | 映画『地球防衛ガールズP9』関連曲 |

### キャラクターソング
| 発売日  | 商品名                                                                        | 歌                 | 楽曲                                                                       | 備考                                                        |
| 2016年  | 2016年                                                                        | 2016年             | 2016年                                                                     | 2016年                                                      |
| ------- | ----------------------------------------------------------------------------- | ------------------ | -------------------------------------------------------------------------- | ----------------------------------------------------------- |
| 1月27日 | Ready Go!!                                                                    | まじかる☆あ〜る    | 「Ready Go!!」                                                             | テレビアニメ『ナースウィッチ小麦ちゃんR』オープニングテーマ |
| 1月27日 | Ready Go!!                                                                    | まじかる☆あ〜る    | 「Starlight Start」                                                        | テレビアニメ『ナースウィッチ小麦ちゃんR』挿入歌             |
| 3月2日  | TVアニメ「ナースウィッチ小麦ちゃんR」サウンドトラック＆キャラクター・ソングス | まじかる☆あ〜る    | 「Ready Go!!（TVサイズ）」                                                 | テレビアニメ『ナースウィッチ小麦ちゃんR』オープニングテーマ |
| 3月2日  | TVアニメ「ナースウィッチ小麦ちゃんR」サウンドトラック＆キャラクター・ソングス | 吉田小麦（巴奎依） | 「恋のナースコール 〜ココロとココロを繋いでる魔法〜」 「愛情ファーマシー」 | テレビアニメ『ナースウィッチ小麦ちゃんR』挿入歌             |
| 3月2日  | TVアニメ「ナースウィッチ小麦ちゃんR」サウンドトラック＆キャラクター・ソングス | まじかる☆あ〜る    | 「Break your chains」                                                      | テレビアニメ『ナースウィッチ小麦ちゃんR』挿入歌             |

## オーディション
雑誌『LARME』モデルオーディション（SHOWROOM）
- LARME 035 -
  - 予選J（2018年4月6日18時00分 - 15日21時59分） - （1位）
  - 準々決勝D（2018円4月20日18時00分 - 29日21時59分） - （1位）
  - 準決勝A（2018年5月4日18時00分 - 13日21時59分） - （1位）
  - 決勝（2018年5月18日18時00分 - 27日21時59分） - （11位）※上位3位までに入れず終了

### ユニットメンバー
1. 1 2 3  吉田小麦（巴奎依）、西園寺ここな（山崎エリイ）、如月ツカサ（小市眞琴）